# Storm of the Light’s Bane
Storm of the Light’s Bane ist das zweite Studioalbum der schwedischen Black-/Death-Metal-Band Dissection. Es wurde im März 1995 im Unisound Studio aufgenommen und erschien am 17. November 1995 beim deutschen Independent-Label Nuclear Blast. In Rezensionen und der Literatur wird das Album überwiegend im Zusammenhang mit dem Black Metal rezipiert. Eine trennscharfe Zuordnung ist aber nicht möglich, da die Musik Stilelemente sowohl des Black als auch des Death Metal vereint. Charakteristisch für das Album ist der Wechsel aus schnell gespielten Blastbeat-Passagen und melodischen Gitarrenharmonien.

## Entstehung

### Vorgeschichte
Mit dem vom schwedischen Label No Fashion Records veröffentlichten Vorgängeralbum The Somberlain war Dissection im Jahr 1993 bereits ein beachtlicher Erfolg in kommerzieller Hinsicht gelungen. Das Album erreichte fünfstellige Verkaufszahlen. Die Band fühlte sich vom Label nicht ausreichend unterstützt und der Vertrag galt nur für ein Studioalbum. Aus diesem Grund war Dissection 1994 zunächst ohne Plattenvertrag und nachdem der Backkatalog von No Fashion Records von deren Distributor House of Kicks übernommen worden war, kümmerte sich die Band selber um das Management und um den Vertrieb des Albums. Weiterhin begannen die Musiker, Stücke für das zweite Album zu schreiben.
Im April 1994 verließ Rhythmusgitarrist John Zwetsloot die Band. Von den später auf dem Album vertretenen Stücken hatte er zuvor noch an der Komposition von Night’s Blood und Retribution – Storm of the Light’s Bane mitgewirkt. Noch am selben Tag wurde Johan Norman angefragt, der mit Jon Nödtveidt bei dem Black-/Death-Metal-Projekt Satanized zusammengearbeitet hatte. Dieser erschien am Folgetag und wurde als adäquater Ersatz für Zwetsloot akzeptiert. Aufgrund des Erfolges von The Somberlain erhielt Dissection ein Angebot vom deutschen Independent-Label Nuclear Blast und wurde im November unter Vertrag genommen.

### Aufnahmen

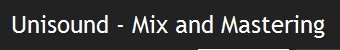
Logo des Unisound Studios

Ab dem 17. März 1995 erfolgte die Einspielung der Studioaufnahmen im Unisound Studio von Dan Swanö, das in den späteren Liner Notes zu Storm of the Light’s Bane mit dem alternativen Namen Hellspawn Studio bezeichnet ist. Jon Nödtveidt produzierte das Album erstmals in Eigenregie, um seine musikalischen Vorstellungen besser umsetzen zu können, Swanö fungierte dabei lediglich als Toningenieur. Die Aufnahmen konnten innerhalb von nur zwei Wochen bis zum 30. März abgeschlossen werden, was hauptsächlich einer guten Vorbereitung der Bandmitglieder geschuldet war. Während der Aufnahmen waren oft befreundete Musiker zu Gast, wovon einige mit Auftritten auf Storm of the Light’s Bane zu hören sind: Erik „Legion“ Hagstedt von Marduk steuerte den Hintergrundgesang zu Thorns of Crimson Death bei, Tony „IT“ Särkkä von Abruptum den zu Unhallowed. Das letzte Stück des Albums No Dreams Breed in Breathless Sleep ist ein von Alexandra Balogh komponiertes rund eineinhalb Minuten langes Klavier-Instrumental, das sie auf Bitten von Dissection hin beisteuerte.
Als technische Herausforderung während der Produktion erwies sich das Abmischen des Schlagzeugs, dessen Klang sich an den in der ersten Hälfte der 1980er Jahre veröffentlichten Alben von Iron Maiden orientieren sollte und Swanö eine neue Ausrichtung der Aufnahmetechnik abverlangte. Nach Abschluss der Aufnahmen änderte die Band jedoch ihre Präferenzen bezüglich der Schlagzeug-Sounds wieder, diesmal hin zu dem der befreundeten Band At the Gates, mit der Dissection sich den Proberaum teilte. Daraus ergaben sich für Swanö aufwändige Nachbearbeitungen, um den für das Album charakteristischen Schlagzeug-Sound zu erreichen.
Nach der Fertigstellung ging Dissection zusammen mit Cradle of Filth in Großbritannien auf eine Drei-Tage-Tournee und gab einige Konzerte in Schweden. Im Sommer 1995 schlossen Jon Nödtveidt und Johan Norman sich dem kurz zuvor gegründeten Misanthropic Luciferian Order (MLO) an. Nödtveidt durchlief infolgedessen einen raschen Radikalisierungsprozess. Im September 1995 verließ Schlagzeuger Ole Öhman die Band. Er wurde durch Tobias Kellgren von Satanized ersetzt.

### Veröffentlichung
Nuclear Blast veröffentlichte Storm of the Light’s Bane am 17. November 1995. Das Album erschien als CD mit einer Erstauflage von 15.000 Stück sowie als Schallplatte mit einer Erstauflage von 1000 Exemplaren in schwarzem und 500 in blauem Vinyl. Außerdem erschien eine Picture Disc mit einer Auflage von 1000 Stück. Weiterhin erschien bei Nuclear Blast 1996 die Mini-CD Where Dead Angels Lie, auf der neben der Albumversion des Titelstückes dessen Demoversion sowie bislang nur in Japan als Bonustracks veröffentlichte Stücke enthalten waren. Die Mini-CD erschien auch als Shape-CD in einer Auflage von 3000 Stück. Beworben wurde das Album als dem Genre des Death Metal zugehörig, in zeitgenössischen Kritiken wurde Storm of the Light’s Bane jedoch meist als Black-Metal-Album bezeichnet.
Im Jahr 2002 veröffentlichte Nuclear Blast das Album in einer Neuauflage als Digipak, als Zusatzmaterial waren die Stücke der Mini-CD Where Dead Angels Lie enthalten. Nödtveidt äußerte dazu im Fanzine Slayer, dass die überarbeitete Gestaltung der Erstpressung von 5000 Stück nicht von der Band genehmigt worden sei und dass Nuclear Blast daraufhin die Exemplare aus dem Handel genommen und mit einem von Dissection genehmigten Artwork versehen habe. Das amerikanische Label The End Records veröffentlichte 2006 Storm of the Light’s Bane als Doppel-CD, die zweite CD enthielt einen alternativen Mix des Albums, Demoversionen von Night’s Blood und Retribution – Storm of the Light’s Bane sowie die Stücke der Mini-CD Where Dead Angels Lie. In den 2010er Jahren erschienen ebenfalls bei The End Records limitierte Schallplatten in verschiedenen Vinylfarben.
Nach der Veröffentlichung ging Dissection im Dezember 1995 auf Album-Tournee unter dem Namen World Tour of the Light’s Bane durch Europa und Amerika.

## Musik und Texte
Obwohl Dissection ihre Musik nie als reinen Black Metal qualifiziert wissen wollte, weist Storm of the Light’s Bane deutlich mehr musikalische Elemente dieser Stilrichtung auf als das Vorgängeralbum The Somberlain. Nödtveidt hob die Wurzeln von Dissection im Death Metal hervor, die Band spiele „dunklen und bösen Death und Black Metal“ nicht nach den Vorstellungen anderer, sondern nach eigenen Vorstellungen. Die Musik ist geprägt von bombastischem Schlagzeugspiel und Mollakkorden, wie sie von norwegischen Black-Metal-Bands verwendet wurden. Lieder wie Where Dead Angels Lie oder Night’s Blood zeigen aber auch die musikalische Eigenständigkeit von Dissection und die noch vorhandene Nähe zum Death Metal. Das Gitarrenspiel ist ein ausgewogener Wechsel aus von Blastbeats begleiteten und schnell gespielten Gitarrenriffs und harmonischen Melodien, die für den Death Metal schwedischer Prägung typisch und hörbar von Iron Maiden beeinflusst sind. Die Stücke weisen häufige Rhythmus- und Tempowechsel auf.
Die in englischer Sprache verfassten Texte lassen dem Hörer Raum für Interpretationen, Nödtveidt sagte dazu: „Ich will sie […] nicht erläutern, jeder sollte sich seine eigenen Gedanken darüber machen. Ich glaube, unsere Musik und die Texte sprechen für sich.“ Das Grundthema aller Texte sei laut Nödtveidt die Dunkelheit im Menschen, der sie Ausdruck verleihen wollen. In einem Interview mit dem deutschen Fanzine Horror Infernal Anfang 1996 erklärte er zu ausgewählten Stücken deren Textkonzept. So sei Where Dead Angels Lie ein Märchen über einen Engel, der von bösen Mächten in Versuchung geführt werde, während das Titelstück vom Weltuntergang als Ende des Lichts handele. In einem zeitgenössischen Interview mit dem Rock Hard gab Nödtveidt an, dass er mit seinen Texten keine bestimmte Botschaft verbinde, er lasse in seine Texte eigene Gefühle und Visionen sowie sein Interesse am Okkultismus einfließen.
Im Jahr 2002 bezeichnete Nödtveidt Where Dead Angels Lie als das Stück des Albums, mit dem er am zufriedensten sei. Der Text habe ihm später Dinge offenbart, denen er sich noch nicht bewusst war, als er das Lied geschrieben hatte. Im Beiheft zu Live Legacy von 2003 finden sich Anmerkungen zu den Texten der darauf enthaltenen Lieder. Danach soll Retribution – Storm of the Light’s Bane „den endgültigen Sieg des wütenden Chaos und des antikosmischen Impulses über den stagnierenden, gegenwärtigen kosmischen Ordnungszustand und seinen Schöpfer, den Demiurgen“ verheißen und davon handeln, wie die Schöpfung von innen aufgelöst und verbrannt werden wird. Unhallowed sei „ein Hymnus an die Mächtigen, die sich wissentlich auf den brennenden Pfad hinauswagen“. Thorns of Crimson Death handelt von der geistigen Gefangenschaft im Kosmos infolge des Schöpfungsakts sowie dem Erwachen aus der durch die Schöpfung erschaffenen Illusion.

## Gestaltung
Das Cover wurde von Kristian „Necrolord“ Wåhlin gezeichnet. Wåhlin hatte mit Mitgliedern von At the Gates bei Grotesque gespielt und für Dissection bereits das Cover für The Somberlain gezeichnet. Die in dunklen Blau- und Schwarztönen gehaltene Zeichnung zeigt den reitenden Tod in einer Winterlandschaft. Auf der Rückseite sind Porträtfotos der vier Bandmitglieder zu sehen, fotografiert vom Göteborger Fotografen Oscar Matsson.

## Rezeption
Die zeitgenössischen Kritiken fielen überwiegend positiv aus. Kai Wendel vom deutschen Musikmagazin Rock Hard bemerkte den im Vergleich zum Vorgängeralbum geringeren Anteil an Death-Metal-Elementen und bezeichnete Storm of the Light’s Bane als „sowohl musikalisch als auch lyrisch lupenreinen Black Metal“, da es alle genretypischen Elemente wie schnell gespielte Parts und hymnische Melodien biete. Laut Robert Müller vom deutschen Musikmagazin Metal Hammer verhält sich Dissection zur norwegischen Black-Metal-Band Emperor „wie ein Kammerorchester zur großen Symphonie mit donnernden Pauken und brennenden Kirchen. Keinesfalls leiser, aber weniger pathetisch, mehr den kleinen, technisch ansprechenden Wendungen in der Musik verpflichtet.“ Der Musikjournalist und Autor Martin Popoff kritisierte 2007 in seinem Werk The Collector’s Guide of Heavy Metal Volume 3: The Nineties die zu glatte, am Death Metal orientierte Produktion und sieht in dem Album die Blaupause für spätere Veröffentlichungen von Bands wie Emperor, Dimmu Borgir oder Cradle of Filth. In seinem Buch Black Metal. Evolution of the Cult schreibt Dayal Patterson, dass Dissection mit Storm of the Light’s Bane bewiesen habe, dass sowohl das Songwriting als auch die musikalischen Fähigkeiten der Musiker deutlich gereift seien, und er hebt den besseren und geradlinigeren Sound des Albums hervor.
Das Album wird in verschiedenen Bestenlisten geführt. 2007 führte das Magazin Rock Hard es auf Platz 194 seiner „Liste der 500 stärksten Scheiben aller Zeiten“, 2009 nahm das Magazin Storm of the Light’s Bane in die Liste der wichtigsten Wegbereiter des Black Metal auf. Wolf-Rüdiger Mühlmann bezeichnete das Album in einem Special des Rock Hard zur zweiten Welle des Black Metal als „das wichtigste Werk in Sachen melodischer Schweden-Black/Death-Metal“, die Band sei „[e]her Wegbereiter als tatsächlicher Teil der Szene, aber unverzichtbar“. In die Liste der 25 wichtigsten Black-Metal-Alben wurde Storm of the Light’s Bane jedoch nicht aufgenommen, da nach Ansicht der Redaktion „Morbid Angel, Deicide, Dissection, At The Gates, Grotesque und Co. […] zwar wichtige Wegbereiter/Begleiter waren, aber gemeinhin zum Death Metal gezählt werden“. Die Encyclopaedia of Heavy Metal Music bezeichnet das Album als „brutales und monströs böses Black-Metal-Album“. Im Metal Hammer wurde Storm of the Light’s Bane 2011 zu den essenziellen Alben der Jahre 1995 bis 1998 gezählt und als „lange überfällige[r] Hybrid aus Death- und Black Metal: melodisch, finster, faszinierend“ bezeichnet.

## Titelliste
Titelliste der Erstveröffentlichung
1. At the Fathomless Depths (Nödtveidt) – 1:56
2. Night’s Blood (Nödtveidt/Zwetsloot) – 6:41
3. Unhallowed (Nödtveidt/Norman/Särkkä) – 7:28
4. Where Dead Angels Lie (Nödtveidt) – 5:53
5. Retribution – Storm of the Light’s Bane (Nödtveidt/Zwetsloot) – 4:51
6. Thorns of Crimson Death (Nödtveidt/Norman) – 8:06
7. Soulreaper (Nödtveidt/Norman) – 6:56
8. No Dreams Breed in Breathless Sleep (Alexandra Balogh) – 1:26

Bonusstücke der Wiederveröffentlichung
1. Where Dead Angels Lie (Demoversion) – 6:09
2. Elisabeth Bathori (Coverversion von Tormentor) – 5:04
3. Anti Christ (Coverversion von Slayer) – 2:45
4. Feathers Fell (von der japanischen Version des Albums The Somberlain) – 0:52
5. Son of the Mourning (von der japanischen Version des Albums The Somberlain) – 3:14

## Belege
1. 1 2  Wolfgang Liu Kuhn: Dissection: Sturm. Licht. Fluch. S. 37.
2. 1 2 3 4 5 6 7  Kai Wendel: Keine Blümchen, keine Klaviere. In: Rock Hard. Nr. 104, Januar 1996, S. 124 f.
3. 1 2 3 4 5  Andrea Biagi: Biography Part One. The First Era. dissection.nu, archiviert vom Original (nicht mehr online verfügbar) am 5. Oktober 2003; abgerufen am 9. September 2015 (englisch).
4. ↑  The Guestbooks. unisound.se, abgerufen am 14. September 2015 (englisch).
5. 1 2 3 4  Wolfgang Liu Kuhn: Dissection: Sturm. Licht. Fluch. S. 38.
6. 1 2  Janne Stark: The Heaviest Encyclopedia of Swedish Hard Rock and Heavy Metal Ever! Premium Publishing, 2013, ISBN 978-91-89136-56-4, S. 231.
7. 1 2  Jon Kristiansen: Metalion. The Slayer Mag Diaries. Bazillion Points Books, Brooklyn NY 2011, ISBN 978-0-9796163-4-1, S. 570.
8. 1 2 3  Daniel Ekeroth: Swedish Death Metal. Bazillion Points Books, Brooklyn, NY 2009, ISBN 978-0-9796163-1-0, S. 252.
9. ↑  Interview with Jon Nödveidt. In: Scream Magazine. Nr. #27, Dezember 1995 (online). online (Memento des Originals vom 20. Januar 2020 im Internet Archive)  Info: Der Archivlink wurde automatisch eingesetzt und noch nicht geprüft. Bitte prüfe Original- und Archivlink gemäß Anleitung und entferne dann diesen Hinweis.
10. ↑  Interview with Jon Nödtveidt. In: Descent. Vol. III, 1996 (tripod.com). online (Memento des Originals vom 20. Januar 2020 im Internet Archive)  Info: Der Archivlink wurde automatisch eingesetzt und noch nicht geprüft. Bitte prüfe Original- und Archivlink gemäß Anleitung und entferne dann diesen Hinweis.
11. 1 2  Dayal Patterson: Black Metal. Evolution of the Cult. Feral House, Port Townsend, WA 2013, ISBN 978-1-936239-75-7, S. 344.
12. 1 2  Hansi Daberger: DISSECTION: Storm Of The Light’s Bane. In: Rock Hard (Hrsg.): Best of Rock and Metal. Heel-Verlag, Königswinter 2007, ISBN 978-3-89880-517-9, S. 142.
13. 1 2  Matthias Herr: The Black Metal Bible. Verlag Matthias Herr, Berlin 1998, S. 203.
14. ↑  Liner Notes zu Dissection: Live Legacy. Live-Album, Nuclear Blast 2003.
15. ↑  Daniel Ekeroth: Swedish Death Metal. S. 222.
16. ↑  Kai Wendel: Dissection. Storm of the Light’s Bane. In: Rock Hard. Nr. 102, 1995 (rockhard.de [abgerufen am 2. September 2015]).
17. ↑  Robert Müller: Dissection – Storm Of The Light’s Bane. In: Metal Hammer. November 1995, S. 62.
18. ↑  Martin Popoff: The Collector’s Guide of Heavy Metal Volume 3: The Nineties. Collectors Guide Ltd, Burlington, Ontario 2007, ISBN 978-1-894959-62-9, S. 123.
19. ↑  Die wichtigsten Wegbereiter des Black Metal. In: Rock Hard. Nr. 269, Oktober 2009, S. 71.
20. ↑  Wolf-Rüdiger Mühlmann: Under the Sign of the Black Mark. Die zweite Generation des Black Metal. In: Rock Hard. Nr. 269, Oktober 2009, S. 82.
21. ↑  Die 25 wichtigsten Black-Metal-Alben aller Zeiten. Der Blick durch die Black-Metal-Brille. In: Rock Hard. Nr. 269, Oktober 2009, S. 94.
22. ↑  William Phillips, Brian Cogan: Encyclopaedia of Heavy Metal Music. Greenwood Press, Westport, CT 2009, ISBN 978-0-313-34800-6, S. 75.
23. ↑  Robert Müller, Matthias Weckmann: Man spricht Deutsch. In: Metal Hammer. Juni 2011, S. 57.
24. ↑  Robert Müller, Matthias Weckmann: Man spricht Deutsch. In: Metal Hammer. Juni 2011, S. 56.